# Catalina Labouré
Santa Catalina Labouré (en francés: Catherine Labouré; Fain-lès-Moutiers, 2 de mayo de 1806 - París, 31 de diciembre de 1876) fue una hija de la caridad y una vidente, que sostuvo transmitir el pedido de la Virgen María de crear la Medalla Milagrosa, que hoy en día llevan millones de católicos y aún no católicos. Es una Santa de la Iglesia Católica

## Vida

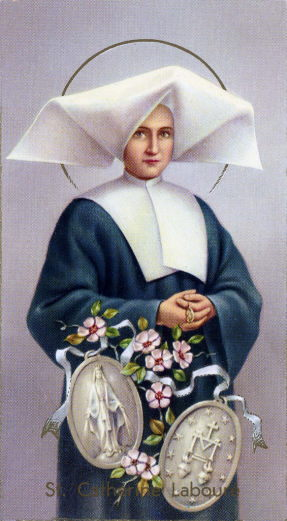
Imagen de la santa con su atributo iconográfico más conocido, la Medalla Milagrosa

Santa Catalina Labouré nació en Fain-lès-Moutiers, región de la Borgoña, Francia, el 2 de mayo de 1806, hija del granjero Pierre Labouré y de Madeleine Louise Gontard. Fue la novena de once hijos. Su madre murió el 9 de octubre de 1815, cuando Labouré tenía nueve años.  La hermana de su padre se ofreció a cuidarla y a su hermana Marie Antoinette (Tonine). Después de que él aceptase, las hermanas se trasladaron a la casa de su tía en Saint-Rémy, un pueblo a 9 km de casa.
Al cumplir los doce años volvió a la granja de su padre y allí fue puesta a cargo de todos los oficios de la cocina y los animales (vacas lecheras, la alimentación de los cerdos y 800 palomas). Cuando tenía catorce años, su hermana María Luisa, ingresa a las Hijas de la Caridad; poco después ella también descubre su llamado al servicio de los pobres en esta congregación. Poco después tiene un sueño en el que un anciano sacerdote la alienta a continuar su llamado en esa dirección. Con la ayuda de uno de sus primos aprendió a leer y a escribir.
Su padre se niega a dejarla partir hacia el convento, ya que sus planes era el de verla casada, así que la envía a París para que trabaje en la cantina de su hermano Charles. Allí ella descubre la miseria de la gente y se propone definitivamente hacerse monja para socorrerlos y darles ánimo en medio de sus terribles penurias. En 1830 su padre aceptó que fuese religiosa pero se negó a pagarle la dote, que fue pagada por su hermano Hubert, un joven teniente.
Entró en la congregación de las Hijas de la Caridad, fundada por san Vicente de Paul. Fue admitida el 21 de abril de 1830 en el Seminario de las Hijas de la Caridad, situado en el número 140 de la calle del Bac en París (al ingresar en aquel convento se encuentra con un retrato idéntico del anciano sacerdote que ella había visto en sus sueños, cuando pregunta de quién se trata esa pintura le dicen que es san Vicente de Paul, fundador de la congregación en la que ella iniciaba su vida religiosa). El 25 de abril asistió al traslado de las reliquias de san Vicente de Paul de la Catedral de Notre Dame a la capilla de la casa madre de la Congregación de la Misión en la calle Sèvres.
Desarrolló particular afecto por la Virgen María durante toda su vida. Después de las apariciones de la Virgen María que recibió en 1830 se dedicó a cumplir la misión que según ella le encomendó la Virgen: acuñar una medalla, alusiva a su Inmaculada Concepción. Los favores celestes que acompañarán la difusión de esta medalla harían que muy pronto se la llame Medalla Milagrosa.
Fue destinada al hospicio de Enghien, en la calle de Reuilly de París. Durante cuarenta y cinco años se dedicó a oficios humildes: cocina, atención a ancianos, portería.

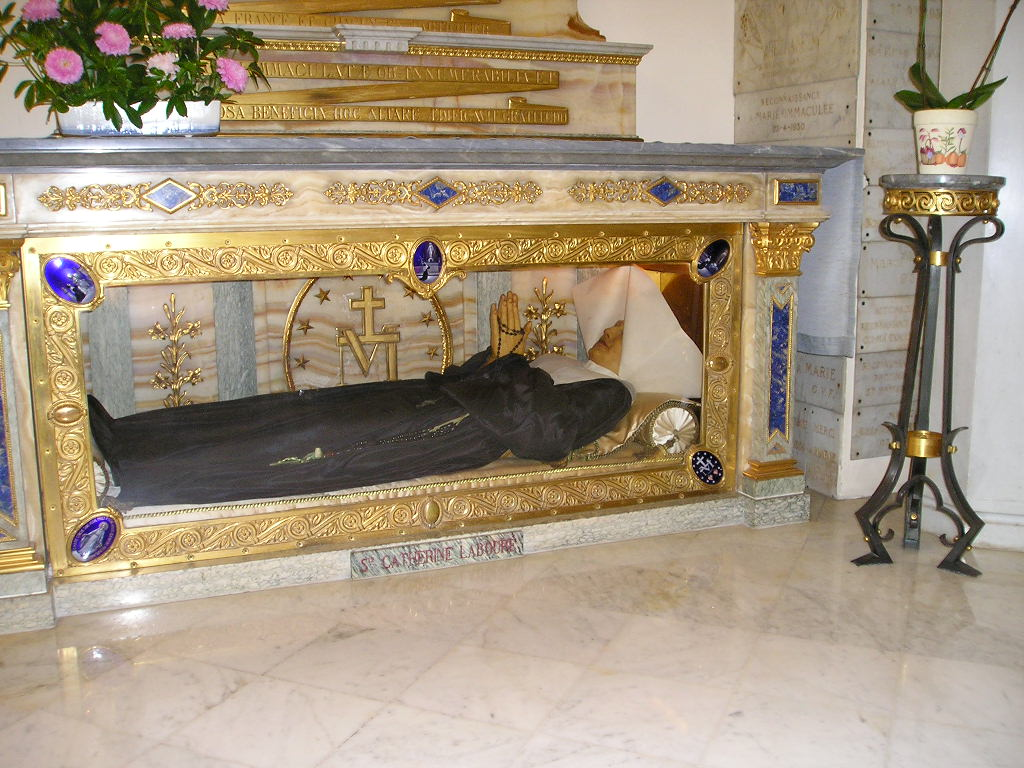
Cuerpo incorrupto de santa Catalina Labouré. Con tratamiento de cera, su cuerpo se encuentra en la Capilla de las Apariciones en la Rue du Bac (París).

Uno de los ejemplos más significativos de esta santa es su humildad, ya que desde que se dieron las apariciones marianas en la Rue du Bac en 1830 hasta su muerte en 1876, aparte de su confesor nadie supo quien era la vidente de las apariciones de la medalla milagrosa, ni siquiera sus hermanas de comunidad con las que convivió durante años. 
Su confesor había publicado un libro con todo lo referente a las apariciones pero nunca reveló el nombre de la bienaventurada que había recibido semejantes gracias por parte del Señor en la persona de su santísima madre. Los años siguientes a las apariciones los vivió como cualquiera de las otras hermanas de su convento, y como ya se ha dicho, se dedicó a oficios tales como barrer, lavar, cuidar a los enfermos y a los ancianos con inmensa misericordia, y en completo anonimato y sin desear la atención o el apoyo de los miles de devotos que ya portaban la medalla que gracias a ella se había elaborado, incluso recibió muchas humillaciones y maltratos por parte de hermanas suyas que sólo la consideraban como una monja más.
Solo ocho meses antes de su muerte, cuando ya se encontraba muy anciana, enferma y agotada por los años de servicio a los más pobres y su antiguo confesor ya había fallecido, le reveló a su superiora que era ella la vidente de las apariciones en la capilla del Bac con todo detalle.
Falleció el 31 de diciembre de 1876. 
Como ella había revelado sus visiones a su superiora, que reveló la identidad de la visionaria a la comunidad y a toda París, algunos meses antes de morir, cientos de personas asistieron a sus funerales y se cuenta de que un niño paralítico, que había sido llevado por sus padres al funeral de sor Catalina, pudo volver a caminar en el momento que toco el ataúd de la santa.
Con ocasión de su beatificación en 1933 su cuerpo fue exhumado, y aunque habían pasado 57 años desde su fallecimiento, fue encontrado incorrupto. Solo sus hábitos habían sido corroídos por la humedad que se filtró en el ataúd, su cuerpo fue revestido con un hábito nuevo, incluida la tradicional cofia o corneta con alas propia del antiguo hábito de su congregación, y colocado en una urna de cristal.
Hasta el día de hoy su cuerpo puede ser visto por todos los peregrinos que llegan a la Capilla de Nuestra Señora de la Medalla Milagrosa, en la Rue du Bac, París. 
El papa Pío XI la beatificó el 28 de mayo de 1933 y Pío XII el 27 de julio de 1947 la canonizó. Su fiesta se celebra el 28 de noviembre, un día después de la fiesta de la Virgen de la Medalla Milagrosa.
San Juan Pablo II visitó la Capilla de la Medalla Milagrosa el 31 de mayo de 1980 y la nombró en su plegaria a la Virgen María.

## Visiones
Según Catalina, durante la noche del 18 de julio de 1830 se despertó al oír la voz de un niño muy hermoso que la llamaba "Hermana, todo el mundo duerme, venga a la capilla, la Santísima Virgen la espera". Catalina se levantó, siguiendo al niño. Al llegar a la capilla, escuchó el roce de un vestido de seda. Sor Catalina oyó como un rumor, como el roce de un traje de seda, que partía del lado de la tribuna, junto al cuadro de San José. Vio que una señora, de extremada belleza, atravesaba majestuosamente el presbiterio y "fue a sentarse en un sillón sobre las gradas del altar mayor, al lado del Evangelio". Catalina al principio dudó si se trataba de la Virgen o si era sólo un ilusión. Pero el ángel (el niño) le dijo a la futura Santa, enérgicamente: "Por ventura no puede la Reina de los Cielos aparecerse a una pobre criatura mortal en la forma que más le agrade?". Entonces, Sta. Catalina se fue inmediatamente al lado de la Virgen y, arrodillándose, con la confianza que un niño pequeño tiene para con su Madre, puso las manos sobre las rodillas de la Madre de Dios. Allí, dice Sta. Catalina, "pasé los momentos más dulces de mi vida; me sería imposible decir lo que sentí". La Virgen le dio a la joven consejos provechosos para su vida espiritual. También le encomendó una misión: "Dios quiere confiarte una misión; te costará trabajo, pero lo vencerás pensando que lo haces para la gloria de Dios. Tú conocerás cuán bueno es Dios. Tendrás que sufrir hasta que lo digas a tu director. No te faltarán contradicciones mas te asistirá la gracia; no temas. Háblale a tu director con confianza y sencillez; ten confianza, no temas. Verás ciertas cosas; díselas. Recibirás inspiraciones en la oración".

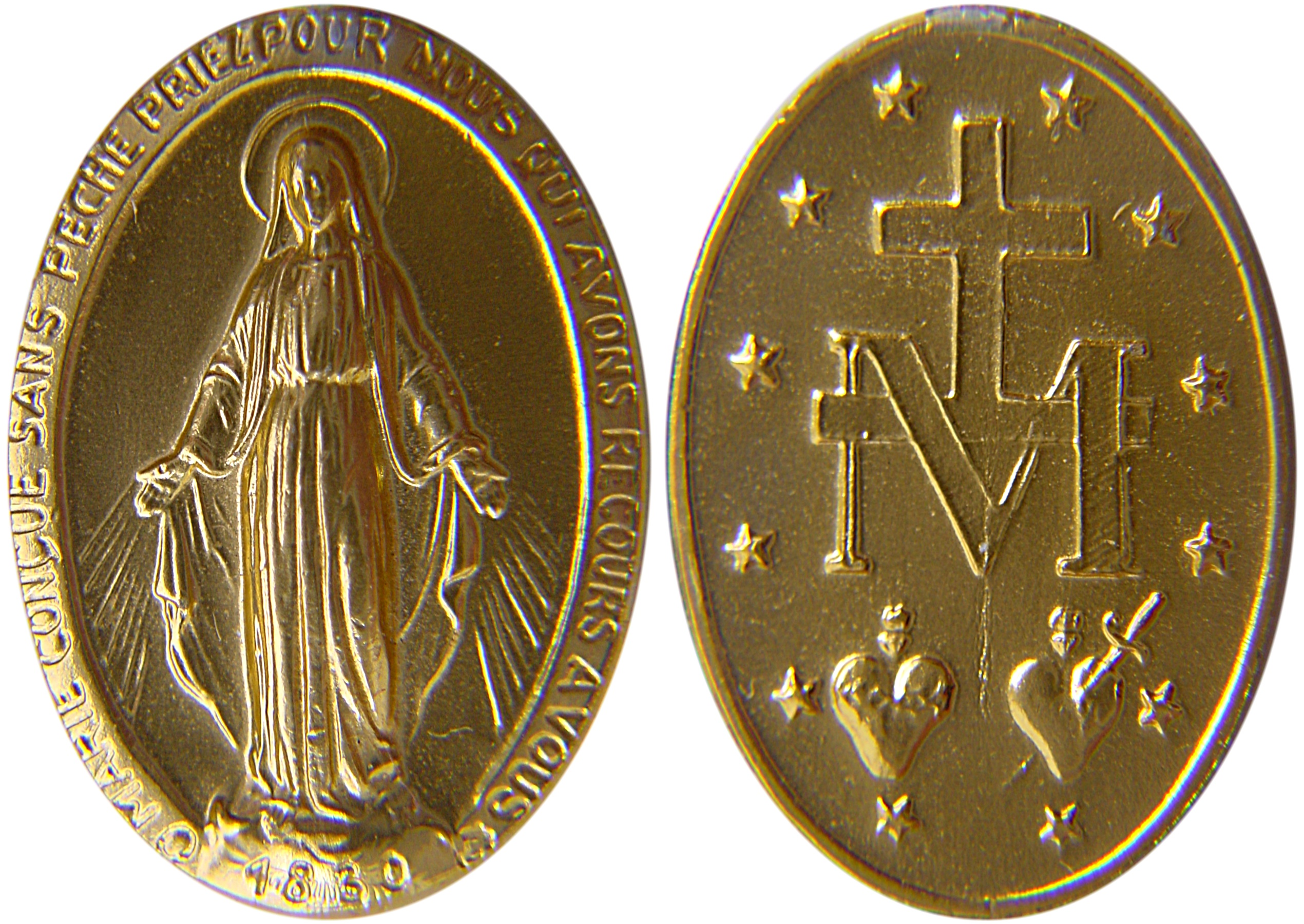
Los dos lados de una Medalla Milagrosa

Meses después, el 27 de noviembre, Catalina contó que la Virgen se le volvió a aparecer, durante sus meditaciones vespertinas. La vio dentro de un marco oval, que se alzaba sobre un globo pisando una serpiente; de sus manos salían rayos de luz algunos de los cuales no llegaban a tierra. Alrededor del margen del marco estaban inscritas las palabras "Oh María, sin pecado concebida, rogad por nosotros que acudimos a ti". La Virgen dijo: "Es la imagen de las gracias que reparto sobre las personas que me las piden", y para explicar porque algunos de los rayos proyectados no llegaba a tierra, agrega: "Es la imagen de las gracias de aquellos que se han olvidado de pedírmelas". Mientras Catalina contemplaba, la imagen pareció rotar, y se podía observar un círculo con doce estrellas, una gran letra M superpuesta por una cruz y, debajo, las siluetas estilizadas del Sagrado Corazón de Jesús y del Inmaculado Corazón de María. Catalina dijo que después la Virgen le pidió que tomara esas imágenes y se las llevara a su padre confesor, y le pidiera que las mismas debían ser impresas en medallas, añadiendo: "Todos aquellos que porten la medalla recibirán grandes gracias." 
Después de dos años de entrevistas y de observación de la conducta de Catalina, el sacerdote informó al arzobispo de París de lo sucedido sin revelar la identidad de Catalina. La propuesta fue aceptada, se fabricaron las medallas y llegaron a ser muy populares. La doctrina de la Inmaculada Concepción aún no era oficial, pero la medalla con las palabras Concebida sin pecado influyó en el papa Pío IX al proclamar el dogma de la Inmaculada Concepción el 8 de diciembre de 1854.